# Адей (поет)
Вижте пояснителната страница за други личности с името Адей.
Адей (на старогръцки: Ἀδαῖος, Ἀδδαῖος; на латински: Adaios, Adaeus) е древногръцки поет на епиграми от IV век пр.н.е., който произлиза от Македония. Той пише епиграми за македонските царе Филип II и Александър Велики, които от части се намират в сбирката Гръцка антология (Anthologia Palatina).